# General Lagos
General Lagos este o comună din provincia Parinacota, regiunea Arica-Parinacota, Chile, cu o populație de 625 locuitori (2012) și o suprafață de 2244,4 km2.